# Ors British Cemetery
Ors British Cemetery est l'un des deux cimetières militaires de la Première Guerre mondiale situés sur le territoire de la commune d'Ors dans le département du Nord. L'autre est Ors Communal Cemetery.

## Localisation
Ce cimetière est situé au beau milieu des près à 800 m environ de la rue d'Ouies. On y accède par un petit sentier piétonnier.

## Historique
Ors fut occupé par les Allemands dès fin août 1914 et ne fut repris par les troupes britanniques que le 1er novembre 1918. Ce cimetière a été créé en novembre 1918 pour y inhumer les victimes de ces combats. Après l'armistice, il fut agrandi par la concentration de 60 tombes du cimetière britannique du Château-Seyoudou, Le Cauceau (où 41 soldats sud-africains et un officier de la RAF avaient été enterrés en octobre 1918).

## Caractéristique
Ce cimetière contient 107 sépultures du Commonwealth de la Première Guerre mondiale, dont six non identifiées.

## Galerie

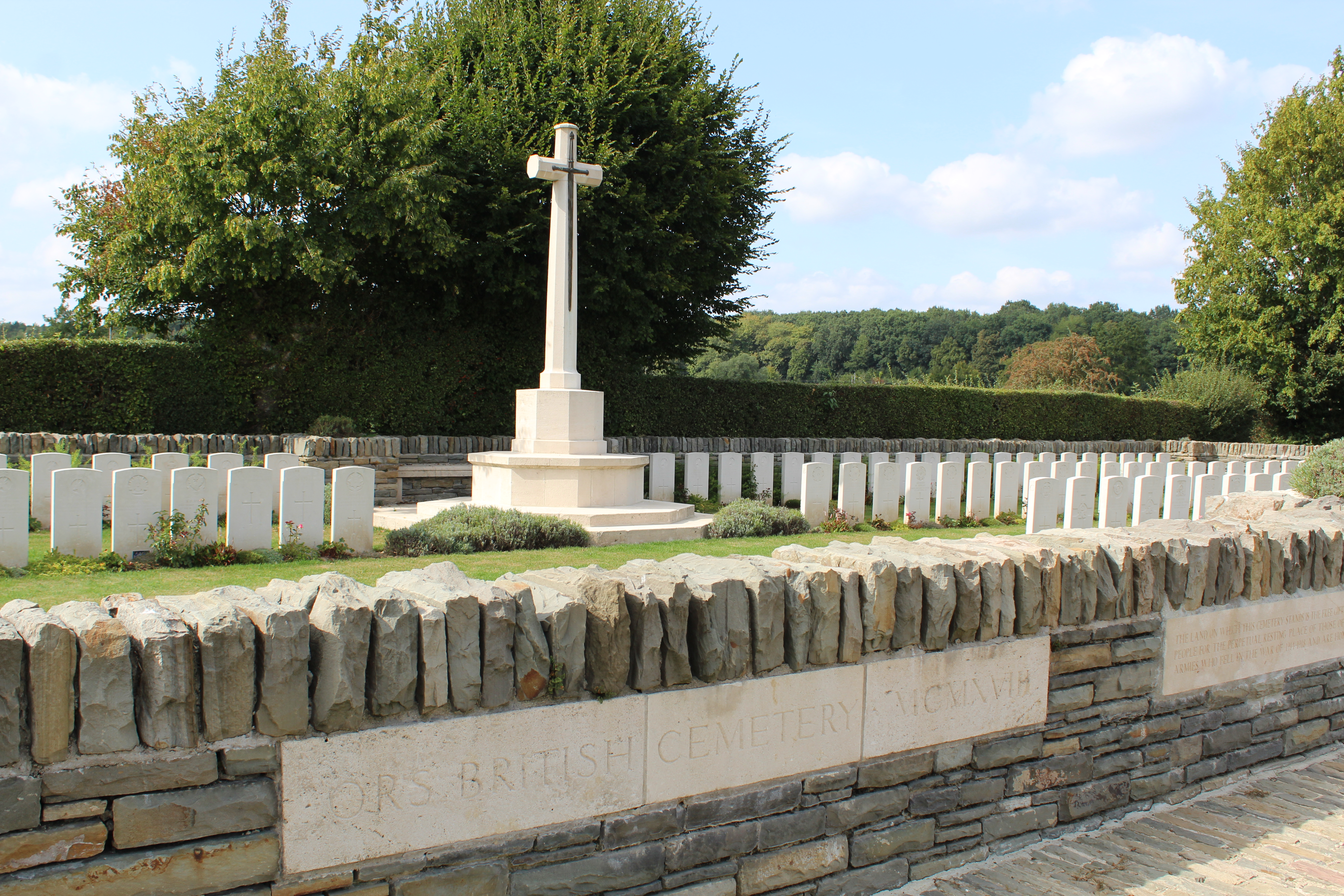
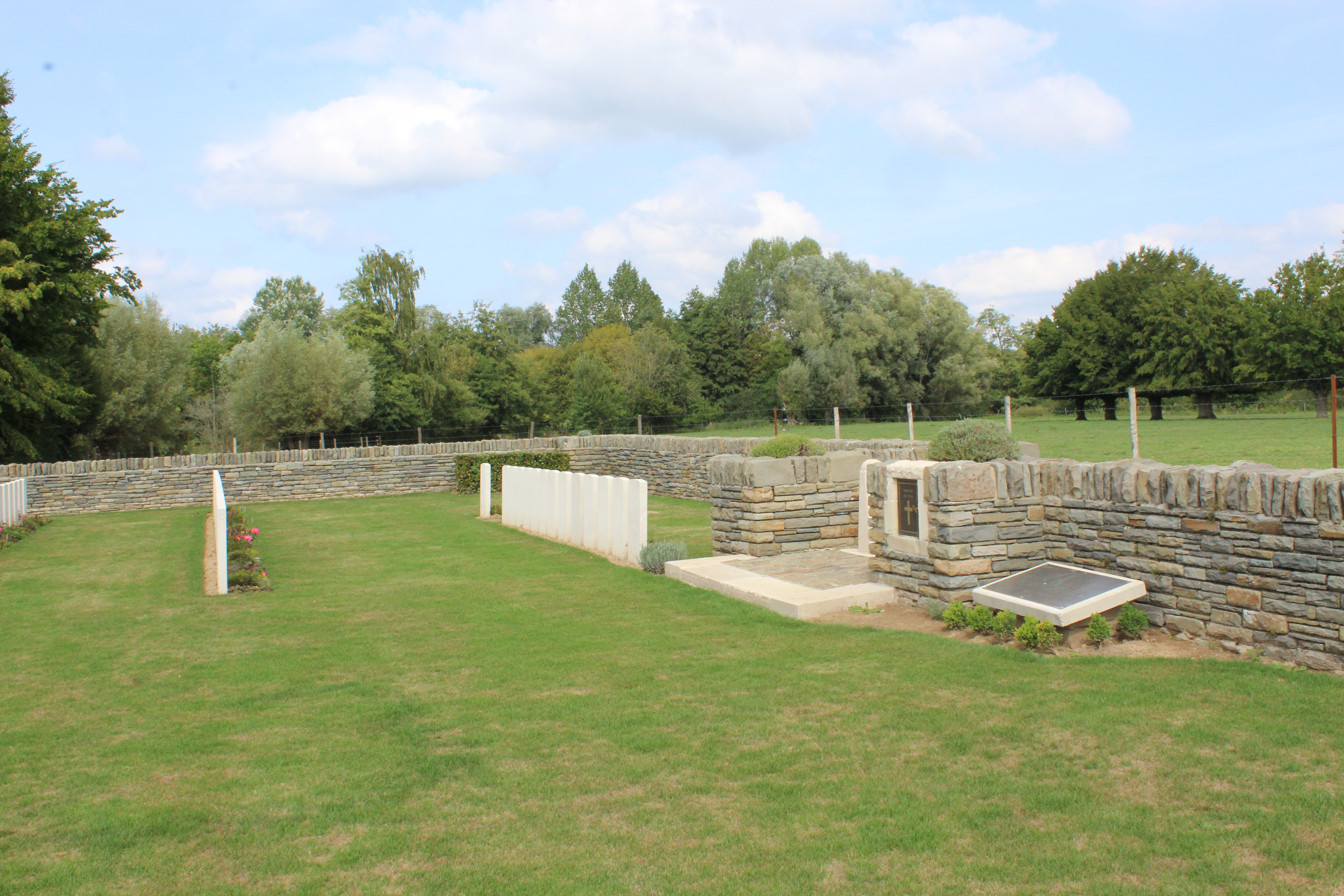
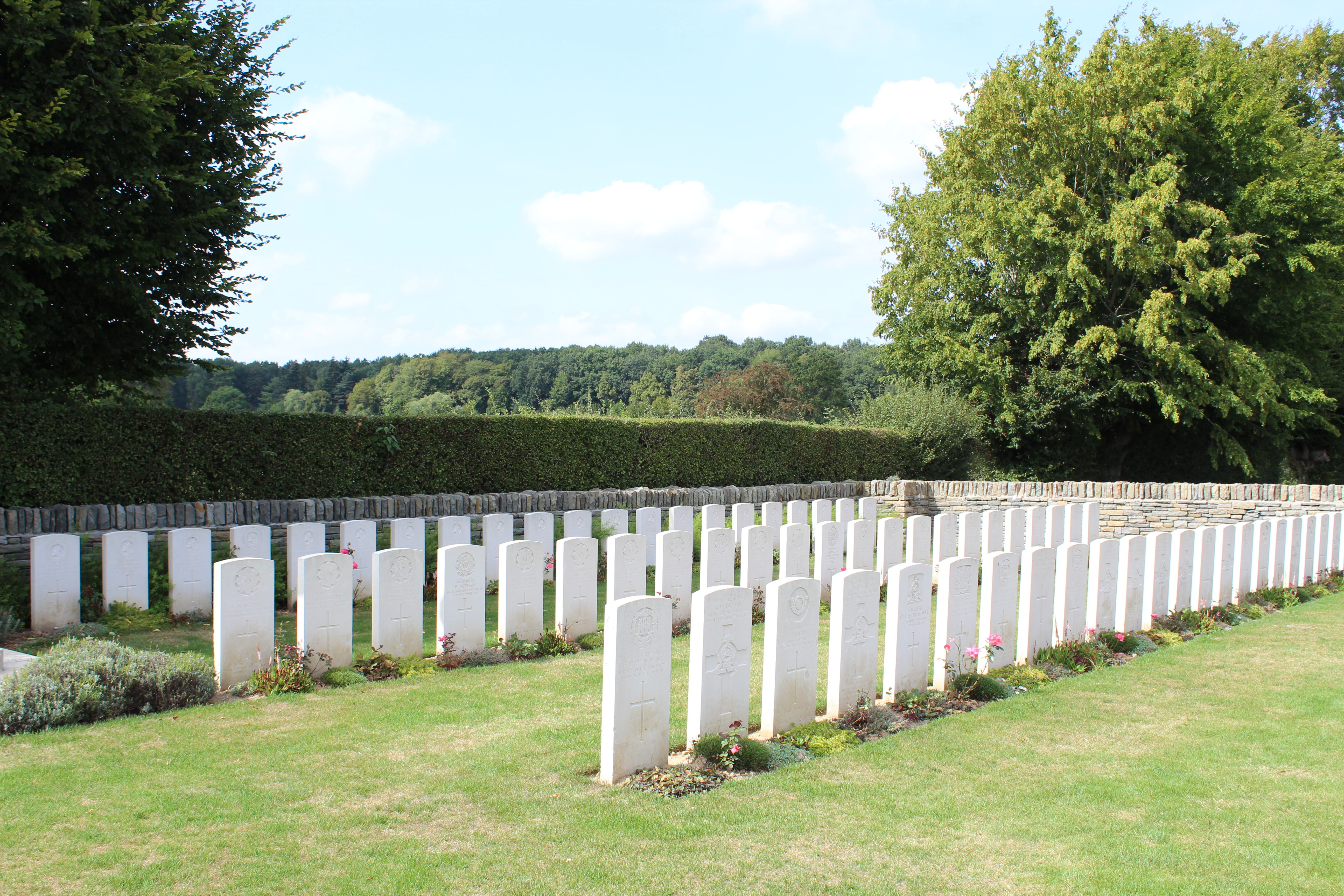
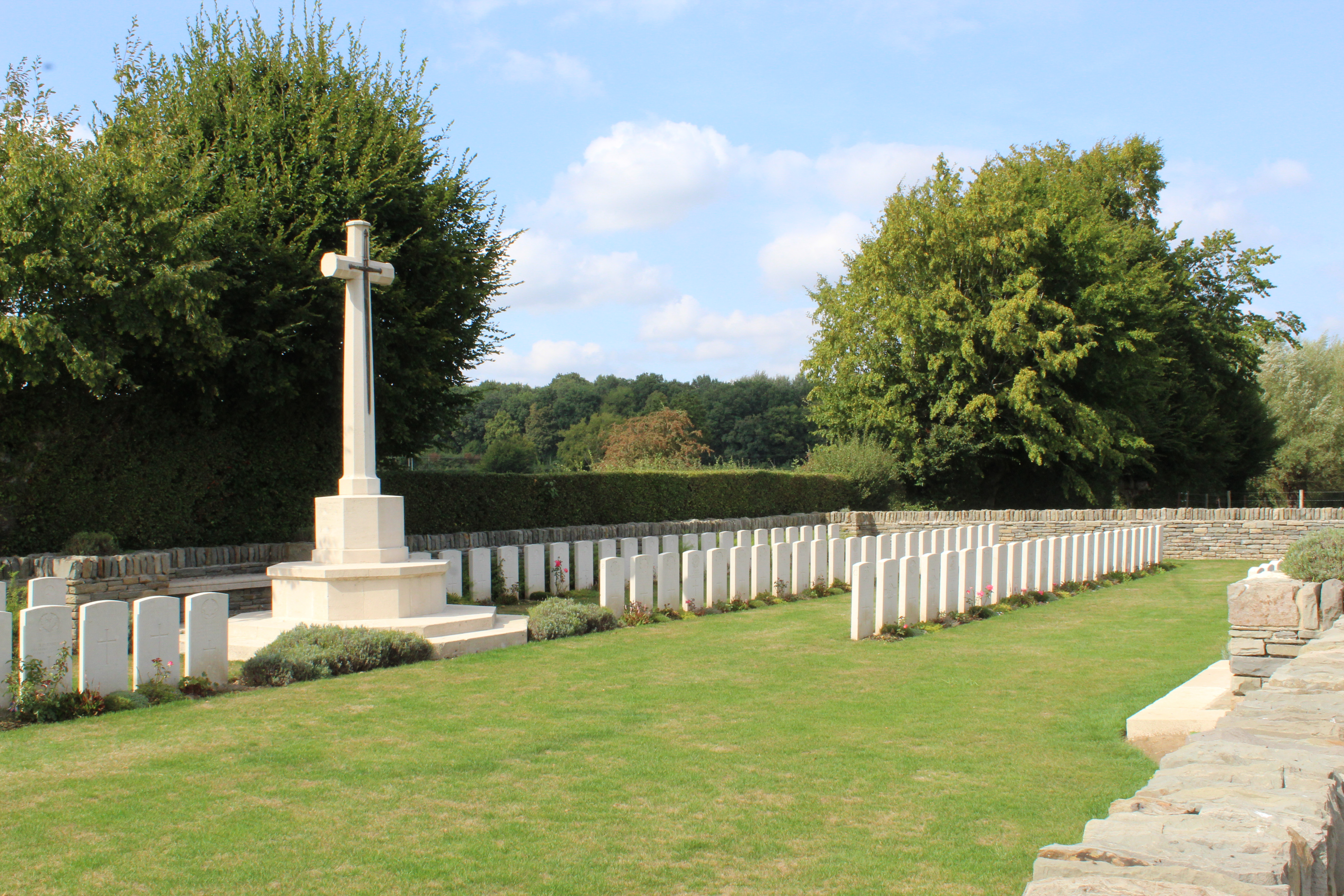

## Sépultures
| Pays           | Sépultures |
| -------------- | ---------- |
| Royaume-Uni    | 65         |
| Afrique du Sud | 41         |
| Australie      | 1          |
| Total          | 107        |